# Timbre elèctric

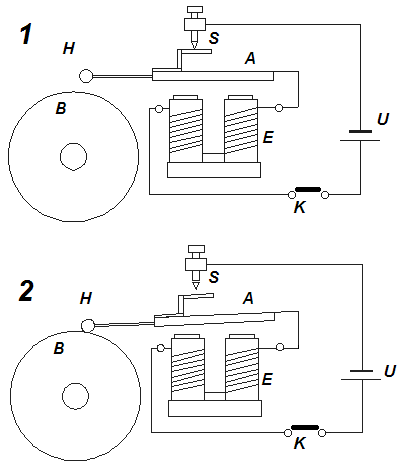
Esquema d'un timbre elèctric i el seu funcionament

El timbre elèctric o avisador elèctric és un giny electromecànic que funciona gràcies a un electroimant.

## Funcionament
Com en pot veure a la imatge del costat, quan es pressiona el polsador K el corrent elèctric flueix a través de la bobina E i esdevé un electroimant atraient la tira de metall A. Això fa que H colpegi la campana metàl·lica B, però com que al mateix temps es trenca el circuit, en baixar la tira metàl·lica A deixa d'haver contacte a S i la bobina deixa de comportar-se com un imant, per tant es restableix la posició inicial, el timbre continua sonant fins que el polsador es deixa anar.

## Història
El timbre elèctric va ser patentat el 1831 per Joseph Henry. Dues aplicacions primerenques del timbre elèctric foren el telèfon i les portes de les cases. Els primers telèfons utilitzaven timbres elèctrics per avisar que havia una trucada entrant. A les portes eren usats pels visitants per indicar la seva presència. Malgrat que encara s'utilitza, avui ha de competir amb altres tecnologies capaces de produir sons, com la reproducció de sons prèviament enregistrats a través d'un altaveu.